# FC Lugano
FC Lugano is een Zwitserse voetbalclub uit de stad Lugano in het Italiaanstalige kanton Ticino. De club werd in 1908 opgericht en werd drie keer Zwitsers landskampioen. In 2002 ging de club failliet. Op 1 juli 2003 werd opvolger AC Lugano opgericht dat op 24 juni 2008 opnieuw de naam FC Lugano aannam. De clubkleuren zijn zwart en wit en de thuisbasis is het Stadio di Cornaredo. Het speelde al meer dan zeventig seizoenen op het hoogste niveau.

## Geschiedenis
In 1908 werd de club opgericht en kwam voor het eerst in de spotlight in 1921/22 toen de club in de eindronde Neumünster Zürich twee keer opzij zette (1-0 en 3-0) en daardoor promoveerde naar de hoogste klasse (toen Serie A). In die tijd telde de hoogste klasse drie reeksen, die verdeeld waren volgens geografisch oogpunt.

### Glorieperiode
Het eerste seizoen was niet bepaald een succes. Lugano werd laatste met één punt achterstand op FC St. Gallen. Door een uitbreiding van de competitie van acht naar negen teams degradeerde de club niet. De volgende twee seizoenen eindigde de club net voor Blue Stars Zürich en Brühl St. Gallen. Na een seizoen in de middenmoot streed de club in 1925/26 voor het eerst van voor mee. Deze keer moest het enkel Grasshoppers Zürich en Young Fellows Zürich voor laten gaan in de stand. Ook het volgende seizoen eindigden enkel deze twee clubs voor Lugano. In 1929 en 1930 waren enkel nog de Grasshoppers te sterk voor de club. In dat laatste seizoen mocht de club voor het eerst ook deelnemen aan de eindronde om de landstitel samen met de clubs uit de twee andere regio's, maar eindigde daar op een bescheiden vierde plaats.
In 1931 werd de club derde en verzekerde zich zo voor een plaats in de competitie van het volgende seizoen dat met minder clubs gespeeld werd. Datzelfde jaar won de club de bekerfinale tegen de Grasshoppers en haalde zo zijn eerste trofee binnen. Na nog twee seizoenen subtop kwam de moderne competitie tot stand met slechts één reeks eersteklassers, de Nationalliga A. Samen met FC Bern eindigde de club op de derde plaats. Ook het volgende seizoen werd de derde plaats weggekaapt. Na twee middenmootposities kon de club in 1937/38 zich voor het eerst tot landskampioen kronen. Drie jaar later haalde Lugano de tweede titel binnen. In de volgende seizoenen bleef Lugano een topper en werd nog drie keer vicekampioen. In 1948 eindigde de club op de elfde plaats op veertien, de slechtste notering tot dan toe. De club herstelde zich en haalde het volgende seizoen de derde en laatste titel binnen met zeven punten voorsprong op FC Basel.

### Terugval
Na de sterke jaren 40 was de club over zijn hoogtepunt heen en eindigde nu in de middenmoot. In 1952 verloor de club de bekerfinale van de Grasshoppers. In 1953 eindigde de club gedeeld voorlaatste met FC Grenchen en moest een testwedstrijd spelen die het met 3-0 verloor waardoor Lugano voor het eerst in dertig jaar naar de tweede klasse moest.
Het volgende seizoen won de club de titel samen met FC Thun en promoveerde meteen terug. De Italiaanstaligen kon tot 1960 standhouden, maar ze konden slechts één keer in de top tien eindigen. In 1960-61 werd de club nipt kampioen met twee punten voorsprong op FC Schaffhausen en AC Bellinzona. Na twee seizoenen in de Nationalliga A moest de club opnieuw een stapje terugzetten, maar ook dit keer kon de club meteen de titel pakken in de tweede klasse.

### Tweede succesperiode
Met een gedeelde vierde plaats kon de club zich weer in de hoogste klasse nestelen voor een langere periode. In 1966/67 streed de club opnieuw mee voor de titel samen met Basel en FC Zürich en werd uiteindelijk samen met Zürich gedeelde tweede op één puntje achterstand op Basel. Het volgende seizoen was de club opnieuw dicht bij de titel en eindigde met de twee grote clubs uit Zürich op een gedeelde eerste plaats met 38 punten. Er kwam een eindronde waarin Lugano beide wedstrijden verloor en de titel aan FC Zürich moest laten. Troostprijs dat jaar was wel de bekeroverwinning tegen FC Winterthur. Hierdoor mocht de club voor het eerst Europees voetbal spelen maar het grote FC Barcelona, dat de latere finalist werd, zorgde ervoor dat het een kort avontuur was. Na twee subtopseizoenen kon Lugano opnieuw een derde plaats bemachtigen in 1971, wel met grote achterstand op de nummers een en twee. In de bekerfinale verloor de club van Servette. De derde plaats in de competitie gaf recht op een plaats in de allereerste editie van de UEFA Cup, waarin de club verloor van het Poolse Legia Warschau.

### Mindere periode
Na twee seizoenen in de middenmoot kon de club een degradatie maar net afwenden in 1974; Lugano had maar één punt respijt op degradant FC La Chaux-de-Fonds. Twee seizoenen later werd de club opnieuw twaalfde, dit keer waren er twee punten voorsprong op La Chaux-de-Fonds. Helaas werd de competitie herleid naar twaalf clubs en was er geen plaats meer voor Lugano bij de elite. Voor het eerst konden de zwart-witten niet meteen terugkeren en ze verbleven drie jaar in de subtop van de Nationalliga B. In 1979 promoveerde de club als nummer drie, omdat de competitie opnieuw uitgebreid werd naar veertien clubs. Lugano werd afgetekend laatste met slechts zeven punten en verdween nu enkele jaren van het hoogste niveau. Na enkele kwakkelseizoenen draaide de club weer mee aan de top. In 1987 werd de club vicekampioen. De eerste klasse, die zestien clubs telde werd herleid tot twaalf en Lugano moest in de eindronde spelen tegen eersteklasser Vevey-Sports en won, maar verloor dan in de tweede ronde van FC Aarau (5-0, 0-1). Na een titel in 1988 kon de club wel terug promoveren.

### Laatste successen en teloorgang
Lugano werd laatste in het seizoen 1988/89, maar omdat er een play-off systeem was kon degradatie nog vermeden worden. Lugano werd groepswinnaar en bleef in de hoogste klasse. In 1990 werd de club zevende en speelde zelfs in de play-off groep om de titel mee, waar het zesde werd. Na een vijfde plaats in 1991 moest de club weer tegen degradatie vechten in 1992, maar werd opnieuw groepswinnaar. In de bekerfinale verloor na verlengingen met 3-1 van FC Luzern. Na een vierde plaats in 1993 en een gewonnen bekerfinale tegen de Grasshoppers mocht de club voor de derde keer naar Europa. In de eerste ronde versloeg het Neman Hrodna, maar werd dan uitgeloot tegen Real Madrid en verloor. Twee jaar later werd Lugano vicekampioen en zorgde in de UEFA Cup voor een ware stunt door Inter Milaan uit te schakelen in de eerste ronde (1-1, 1-0). Helaas kon de club de lijn niet doortrekken tegen Slavia Praag. Dan ging het weer bergaf en in 1997 degradeerde de club opnieuw. Na één seizoen keerde de vereniging terug, maar kon opnieuw weinig indruk maken.
In 2001/02 sloten de zwart-witten de rangschikking na de heen- en terugronde af op de leidersplaats met twee punten voorsprong op St. Gallen en zes op Grasshopper Zürich, maar in de play-off moest het de titel aan de Grasshoppers laten. In de Champions League verloor het in de voorronde van Sjachtar Donetsk. Het volgende seizoen werd de club tweede in de reguliere competitie en derde in de play-off. De club kreeg geen licentie meer voor de hoogste klasse en degradeerde. Er mocht wel nog Europees gespeeld worden al kon de club niet voorbij het bescheiden Letse FK Ventspils. Het volgende seizoen draaide Lugano mee aan de subtop in de tweede klasse, maar op 9 april werd de club failliet verklaard en trok de club zich terug uit de play-offs.

### AC Lugano en terug naar de oude identiteit
Er werd een opvolger opgericht onder de naam AC Lugano. De club moest starten op het vierde niveau, de 2. Liga Interregional. Het werd kampioen, maar fuseerde ook aan einde van het seizoen 2003/2004 met FC Malcantone Agno dat op de vierde plaats was geëindigd in de Challenge League. Daarom kon AC Lugano na een jaar in de 2. Liga Interregional te hebben gespeeld meteen starten in de Challenge League. De club kon niet aanknopen aan de successen van FC Lugano en eindigde steevast in de middenmoot.
Na het seizoen 2007/08 nam de club opnieuw de naam FC Lugano aan. De naamsverandering legt de club geen windeieren, voor het eerst in jaren doet de club opnieuw mee aan de top van het klassement. In 2011 lag promotie lange tijd in zicht, maar op het einde verloor de club enkele wedstrijden en zakte weg naar de derde plaats. In het seizoen 2014/15 dwongen de zwart-witten onder leiding van trainer-coach Livio Bordoli promotie af naar de hoogste afdeling: FC Lugano eindigde als eerste in de Challenge League, met zeven punten voorsprong op achtervolger Servette Genève.
Na bijna dertig jaar werd in 2022 weer eens de Coupe de Suisse gewonnen, het won met 4-1 van FC Sankt Gallen.

### Nieuw stadion
Het stadion Cornaredo voldoet niet aan de eisen van de Super League, de hoogste klasse van Zwitserland. Daarom zal de club binnen afzienbare tijd een nieuw stadion moeten bouwen om in aanmerking te komen voor een Super League-licentie. De bouw van een nieuw stadion had in 2021 moeten starten. De komst van een nieuw sportcentrum werd echter tot onderwerp van een referendum, waardoor de plannen vertraagd werden. Op 28 november 2021 stemde 56,81% van de inwoners van de stad voor het nieuwe stadion. De bouw begon in 2022 en zou in 2025 worden voltooid.

### Tijdslijn
| Periode   | Niveau |
| --------- | ------ |
| 1921–1922 | II     |
| 1922–1953 | I      |
| 1953–1954 | II     |
| 1954–1960 | I      |
| 1960–1961 | II     |
| 1961–1963 | I      |
| 1963–1964 | II     |
| 1964–1976 | I      |
| 1976–1979 | II     |
| 1979–1980 | I      |
| 1980–1988 | II     |

| Periode    | Niveau |
| ---------- | ------ |
| 1988–1997  | I      |
| 1997–1998  | II     |
| 1998–2002  | I      |
| 2002–2003  | II     |
| 2003*–2008 | II     |
| 2008*–2015 | II     |
| 2015–      | I      |

- Vanaf de fusie in 2003 droeg men de naam AC Lugano, in 2008 werd de oude naam FC Lugano weer aangenomen.

## Erelijst
- Landskampioen

1938, 1941, 1949
- Zwitserse beker

Winnaar: 1931, 1968, 1993, 2022
Finalist: 1943, 1952, 1971, 1992

## Eindklasseringen
- 1946 2e
Nationalliga A
- 1947 3e
Nationalliga A
- 1948 11e
Nationalliga A
- 1949 1e
Nationalliga A
- 1950 9e
Nationalliga A
- 1951 8e
Nationalliga A
- 1952 11e
Nationalliga A
- 1953 13e
Nationalliga A
- 1954 1e
Nationalliga B
- 1955 11e
Nationalliga A
- 1956 9e
Nationalliga A
- 1957 10e
Nationalliga A
- 1958 11e
Nationalliga A
- 1959 11e
Nationalliga A
- 1960 13e
Nationalliga A
- 1961 1e
Nationalliga B
- 1962 10e
Nationalliga A
- 1963 14e
Nationalliga A
- 1964 1e
Nationalliga B
- 1965 5e
Nationalliga A
- 1966 9e
Nationalliga A
- 1967 3e
Nationalliga A
- 1968 3e
Nationalliga A
- 1969 5e
Nationalliga A
- 1970 6e
Nationalliga A
- 1971 3e
Nationalliga A
- 1972 9e
Nationalliga A
- 1973 8e
Nationalliga A
- 1974 12e
Nationalliga A
- 1975 10e
Nationalliga A
- 1976 12e
Nationalliga A
- 1977 4e
Nationalliga B
- 1978 3e
Nationalliga B
- 1979 3e
Nationalliga B
- 1980 14e
Nationalliga A
- 1981 10e
Nationalliga B
- 1982 7e
Nationalliga B
- 1983 5e
Nationalliga B
- 1984 3e
Nationalliga B
- 1985 6e
Nationalliga B
- 1986 3e
Nationalliga B
- 1987 2e
Nationalliga B
- 1988 1e
Nationalliga B
- 1989 12e
Nationalliga B
- 1990 6e
Nationalliga B
- 1991 5e
Nationalliga B
- 1992 10e
Nationalliga B
- 1993 4e
Nationalliga B
- 1994 5e
Nationalliga B
- 1995 2e
Nationalliga A
- 1996 10e
Nationalliga A
- 1997 11e
Nationalliga A
- 1998 2e
Nationalliga B
- 1999 10e
Nationalliga A
- 2000 11e
Nationalliga A
- 2001 2e
Nationalliga A
- 2002 3e
Nationalliga A
- 2003 4e
Nationalliga B
- 2004 1e
2. Liga Interregional
- 2005 8e
Challenge League
- 2006 10e
Challenge League
- 2007 12e
Challenge League
- 2008 9e
Challenge League
- 2009 2e
Challenge League
- 2010 2e
Challenge League
- 2011 3e
Challenge League
- 2012 5e
Challenge League
- 2013 7e
Challenge League
- 2014 2e
Challenge League
- 2015 1e
Challenge League
- 2016 9e
Super League
- 2017 3e
Super League
- 2018 8e
Super League
- 2019 3e
Super League
- 2020 5e
Super League
- 2021 4e
Super League
- 2022 4e
Super League
- 2023 3e
Super League
- 2024 2e
Super League

- Niveau 1
- Niveau 2
- Niveau 4

## Resultaten per seizoen
| Seizoen   | №  | Clubs | Divisie          | Duels | Winst | Gelijk | Verlies | Doelsaldo | Punten | Tsch  |
| --------- | -- | ----- | ---------------- | ----- | ----- | ------ | ------- | --------- | ------ | ----- |
| 2004–2005 | 8  | 18    | Challenge League | 34    | 14    | 8      | 12      | 49–46     | 50     | 1.054 |
| 2005–2006 | 10 | 18    | Challenge League | 34    | 10    | 11     | 13      | 41–52     | 41     | 903   |
| 2006–2007 | 12 | 18    | Challenge League | 34    | 11    | 8      | 15      | 42–46     | 41     | 886   |
| 2007–2008 | 9  | 18    | Challenge League | 34    | 12    | 10     | 12      | 61–63     | 46     | 765   |
| 2008–2009 | 2  | 16    | Challenge League | 30    | 22    | 4      | 4       | 72–30     | 70     | 1.349 |
| 2009–2010 | 2  | 16    | Challenge League | 30    | 17    | 8      | 5       | 65–29     | 59     | 1.582 |
| 2010–2011 | 3  | 16    | Challenge League | 30    | 20    | 2      | 8       | 57–35     | 62     | 2.470 |
| 2011–2012 | 5  | 16    | Challenge League | 30    | 14    | 7      | 9       | 44–38     | 49     | 1.809 |
| 2012–2013 | 7  | 10    | Challenge League | 36    | 11    | 11     | 14      | 52–50     | 44     | 1.743 |
| 2013–2014 | 2  | 10    | Challenge League | 36    | 19    | 7      | 10      | 55–46     | 64     | 1.736 |
| 2014–2015 | 1  | 10    | Challenge League | 36    | 22    | 8      | 6       | 64–31     | 74     | 3.148 |
| 2015–2016 | 9  | 10    | Super League     | 36    | 9     | 8      | 19      | 46–75     | 35     | 4.241 |
| 2016–2017 | 3  | 10    | Super League     | 36    | 15    | 8      | 13      | 52–61     | 53     | 4.049 |
| 2017–2018 | 8  | 10    | Super League     | 36    | 12    | 6      | 18      | 38–55     | 42     | 3.747 |
| 2018–2019 | 3  | 10    | Super League     | 36    | 10    | 16     | 10      | 50–49     | 46     | 3.557 |
| 2019–2020 | 5  | 10    | Super League     | 36    | 11    | 14     | 11      | 46–46     | 47     | 2.434 |
| 2020–2021 | 4  | 10    | Super League     | 36    | 12    | 13     | 11      | 40–42     | 49     | –     |
| 2021–2022 | 4  | 10    | Super League     | 36    | 16    | 6      | 14      | 50–54     | 54     | 2.935 |
| 2022–2023 | 3  | 10    | Super League     | 36    | 15    | 12     | 9       | 59–47     | 57     | 3.353 |

## In Europa
FC Lugano speelt sinds 1968 in diverse Europese competities. Hieronder staan de competities en in welke seizoenen de club deelnam:
- Champions League (2x)

2001/02, 2024/25
- Europa League (5x)

2017/18, 2019/20, 2023/24, 2024/25, 2025/26
- Conference League (4x)

2022/23, 2023/24, 2024/25, 2025/26
- Europacup II (2x)

1968/69, 1993/94
- UEFA Cup (3x)

1971/72, 1995/96, 2002/03

## Bekende (oud-)spelers
- Jørn Andersen
- Dida
- Mijat Marić
- Bruno Versavel

- Stéphane Demol
- Kurt Zaro
- Valon Behrami

- Blaise Nkufo
- Alberto Regazzoni
- Marc Emmers

### Internationals
De navolgende Europese voetballers kwamen als speler van FC Lugano uit voor een vertegenwoordigend A-elftal. Tot op heden is Lauro Amadò degene met de meeste interlands achter zijn naam. Hij kwam als speler van FC Lugano in totaal 23 keer uit voor het Zwitserse nationale elftal.
| Naam                | Van        | Tot        | Totaal | Nationaal elftal |
| ------------------- | ---------- | ---------- | ------ | ---------------- |
| Renato Zurmühle     | 15.09.1956 | 15.09.1956 | 1      | Zwitserland      |
| Gabriele Gilardoni  | 29.03.1931 | 19.11.1933 | 17     | Zwitserland      |
| Ivo Frosio          | 25.10.1959 | 25.10.1959 | 1      | Zwitserland      |
| Alessandro Frigerio | 06.03.1932 | 20.03.1932 | 2      | Zwitserland      |
| Mario Fornara       | 20.04.1941 | 20.04.1941 | 1      | Zwitserland      |
| Luigi Fornara       | 28.12.1941 | 01.01.1942 | 2      | Zwitserland      |
| Ernesto Fink        | 10.10.1926 | 09.02.1930 | 5      | Zwitserland      |
| Battista Rezzonico  | 17.04.1927 | 14.10.1928 | 2      | Zwitserland      |
| Mario Prosperi      | 26.05.1965 | 09.05.1973 | 21     | Zwitserland      |
| Alfons Weber        | 28.12.1941 | 01.01.1942 | 2      | Zwitserland      |
| Philipp Walker      | 03.04.1990 | 28.04.1992 | 11     | Zwitserland      |
| Luigi Maspoli       | 09.05.1926 | 10.10.1926 | 2      | Zwitserland      |
| Walter Fernandez    | 08.03.1995 | 26.04.1995 | 3      | Zwitserland      |
| Aldo Poretti        | 10.10.1926 | 30.05.1935 | 10     | Zwitserland      |
| Eugenio Corrodi     | 21.09.1947 | 25.11.1951 | 12     | Zwitserland      |
| Christian Colombo   | 04.04.1989 | 27.03.1996 | 6      | Zwitserland      |
| Arnoldo Ortelli     | 01.01.1942 | 01.01.1942 | 1      | Zwitserland      |
| Claudio Sulser      | 24.09.1986 | 24.09.1986 | 1      | Zwitserland      |
| Ludovic Magnin      | 16.08.2000 | 25.04.2001 | 3      | Zwitserland      |
| Néstor Subiat       | 22.01.1994 | 02.07.1994 | 10     | Zwitserland      |
| Paolo Sturzenegger  | 19.04.1925 | 09.02.1930 | 5      | Zwitserland      |
| Philippe Hertig     | 03.04.1990 | 02.06.1990 | 2      | Zwitserland      |
| Vaidotas Šlekys     | 05.10.1996 | 11.06.1997 | 4      | Litouwen         |
| Patrick Sylvestre   | 13.12.1989 | 17.04.1993 | 5      | Zwitserland      |
| Flavio Signorelli   | 16.04.1969 | 14.05.1969 | 2      | Zwitserland      |
| Robert Hasler       | 26.05.1949 | 11.06.1950 | 4      | Zwitserland      |
| Adriano Coduri      | 16.05.1959 | 16.05.1959 | 1      | Zwitserland      |
| Igor Shalimov       | 06.09.1995 | 11.10.1995 | 2      | Rusland          |
| Hannes Schmidhauser | 28.12.1952 | 25.10.1959 | 4      | Zwitserland      |
| Régis Rothenbühler  | 18.08.1999 | 15.11.2000 | 2      | Zwitserland      |
| Dario Rota          | 15.11.2000 | 25.04.2001 | 3      | Zwitserland      |
| Tullio Grassi       | 03.04.1938 | 12.06.1938 | 2      | Zwitserland      |
| Vincenzo Brenna     | 26.05.1965 | 02.11.1969 | 4      | Zwitserland      |
| Pierangelo Boffi    | 17.10.1970 | 10.05.1972 | 7      | Zwitserland      |
| Rolf Blättler       | 15.10.1969 | 12.05.1971 | 10     | Zwitserland      |
| Renato Bizzozzero   | 27.01.1935 | 08.05.1938 | 19     | Zwitserland      |
| Marc Berset         | 15.11.1970 | 20.12.1970 | 3      | Zwitserland      |
| Badile Lubamba      | 02.09.2000 | 07.10.2000 | 2      | Zwitserland      |
| Franco Andreoli     | 12.11.1939 | 15.05.1946 | 13     | Zwitserland      |
| Lauro Amadò         | 27.01.1935 | 31.03.1940 | 23     | Zwitserland      |
| Vittore Gottardi    | 15.07.1966 | 05.01.1967 | 4      | Zwitserland      |
| Armando Sadiku      | 07.09.2012 | 15.11.2013 | 7      | Albanië          |
| Joël Magnin         | 02.06.2001 | 02.06.2001 | 1      | Zwitserland      |

## Trainer-coaches
| Trainer-coaches van FC Lugano | Trainer-coaches van FC Lugano | Trainer-coaches van FC Lugano | Trainer-coaches van FC Lugano | Trainer-coaches van FC Lugano | Trainer-coaches van FC Lugano | Trainer-coaches van FC Lugano | Trainer-coaches van FC Lugano | Trainer-coaches van FC Lugano |
| Naam                          | Geboren                       | Aangesteld                    | Opgestapt                     | Wed.                          | W                             | G                             | V                             | Gem.                          |
| ----------------------------- | ----------------------------- | ----------------------------- | ----------------------------- | ----------------------------- | ----------------------------- | ----------------------------- | ----------------------------- | ----------------------------- |
| Andrea Manzo                  | 05.11.1961                    | 01.07.2016                    | —                             | 19                            | 6                             | 4                             | 9                             | 1,16                          |
| Zdenek Zeman                  | 12.05.1947                    | 01.07.2015                    | 30.06.2016                    | 42                            | 14                            | 8                             | 20                            | 1,19                          |
| Livio Bordoli                 | 31.08.1963                    | 24.09.2013                    | 30.06.2015                    | 67                            | 41                            | 12                            | 14                            | 2,01                          |
| Valter Salvioni               | 08.10.1953                    | 01.07.2013                    | 23.09.2013                    | 10                            | 3                             | 3                             | 4                             | 1,20                          |
| Raimondo Ponte                | 04.04.1955                    | 13.11.2012                    | 30.06.2013                    | 21                            | 7                             | 6                             | 8                             | 1,29                          |
| Davide Morandi                | 08.05.1965                    | 01.07.2012                    | 12.11.2012                    | 17                            | 5                             | 5                             | 7                             | 1,18                          |
| Francesco Moriero             | 31.03.1969                    | 27.09.2011                    | 27.06.2012                    | 23                            | 10                            | 6                             | 7                             | 1,57                          |
| Alessandro Pane               | 20.11.1967                    | 01.07.2011                    | 25.09.2011                    | 9                             | 5                             | 1                             | 3                             | 1,78                          |
| Roberto Morinini              | 18.07.1951                    | 08.05.2011                    | 30.06.2011                    | 4                             | 1                             | 1                             | 2                             | 1,00                          |
| Marco Schällibaum             | 06.04.1962                    | 17.05.2010                    | 08.05.2011                    | 31                            | 21                            | 2                             | 8                             | 2,10                          |
| Simone Boldini                | 23.05.1954                    | 20.11.2007                    | 16.05.2010                    | 83                            | 48                            | 17                            | 18                            | 1,94                          |
| Gianni Dellacasa              | 09.07.1961                    | 01.07.2006                    | 20.11.2007                    | 38                            | 12                            | 9                             | 17                            | 1,18                          |
| Rodolfo Vanoli                | 11.01.1963                    | 08.09.2005                    | 31.12.2005                    | 11                            | 4                             | 2                             | 5                             | 1,27                          |
| Paul Schönwetter              | 15.11.1958                    | 01.07.2005                    | 08.09.2005                    | 8                             | 2                             | 3                             | 3                             | 1,13                          |
| Vladimir Petkovic             | 15.08.1963                    | 01.07.2004                    | 30.06.2005                    | 8                             | 5                             | 1                             | 2                             | 2,00                          |
| Pierluigi Tami                | 12.09.1961                    | 01.07.2002                    | 30.06.2003                    | ??                            | -                             | -                             | -                             | -                             |
| Roberto Morinini              | 18.07.1951                    | 01.01.2000                    | 09.05.2002                    | 29                            | 15                            | 6                             | 8                             | 1,76                          |
| Giuliano Sonzogni             | 02.02.1949                    | 01.07.1999                    | 01.01.2000                    | ??                            | -                             | -                             | -                             | -                             |
| Roberto Morinini              | 18.07.1951                    | 01.07.1998                    | 30.06.1999                    | ??                            | -                             | -                             | -                             | -                             |
| Enzo Trossero                 | 23.05.1953                    | 01.07.1998                    | 30.06.2000                    | ??                            | -                             | -                             | -                             | -                             |
| Michel Pont                   | 19.06.1954                    | 01.07.1995                    | 30.06.1996                    | ??                            | -                             | -                             | -                             | -                             |
| Roberto Morinini              | 18.07.1951                    | 01.07.1994                    | 30.06.1995                    | ??                            | -                             | -                             | -                             | -                             |
| Otto Luttrop                  | 01.03.1939                    | 01.07.1983                    | 30.06.1985                    | ??                            | -                             | -                             | -                             | -                             |
| Anton Rudinsky                | 01.10.1937                    | 01.07.1980                    | 23.03.1981                    | ??                            | -                             | -                             | -                             | -                             |
| Alfredo Foni                  | 20.01.1911                    | 01.07.1976                    | 30.06.1977                    | ??                            | -                             | -                             | -                             | -                             |
| Alfredo Foni                  | 20.01.1911                    | 01.07.1973                    | 30.06.1974                    | ??                            | -                             | -                             | -                             | -                             |
| Otto Luttrop                  | 01.03.1939                    | 01.07.1971                    | 30.06.1974                    | ??                            | -                             | -                             | -                             | -                             |
| Albert Sing                   | 07.04.1917                    | 28.02.1970                    | 30.06.1971                    | ??                            | -                             | -                             | -                             | -                             |
| Louis Maurer                  | 21.02.1904                    | 01.07.1966                    | 30.06.1970                    | ??                            | -                             | -                             | -                             | -                             |
| Kurt Zaro                     | 09.01.1929                    | 01.07.1963                    | 30.06.1964                    | ??                            | -                             | -                             | -                             | -                             |
| György Sárosi                 | 16.09.1912                    | 01.07.1962                    | 30.06.1963                    | ??                            | -                             | -                             | -                             | -                             |